# پیرانتل پاموآت
پیرانتل پاموآت (به انگلیسی: Pyrantel pamoate) با فرمول شیمیایی C34H30N2O6S یک ترکیب شیمیایی با شناسه پاب‌کم 2797 است. که جرم مولی آن ۵۹۴٫۶۷۶۸ گرم بر مول می‌باشد. پیرانتل پاموات روی کرمهای قلابدار، اکسیور و اسکاریس اثری مطمئن و قاطع دارد و داروی اصلی محسوب می‌شود. اثر این دارو روی تریکوسفال رضایت‌بخش نیست ولی آلودگی‌های چندگانه را بخوبی درمان می‌کند به ویژه مواردی که کرم‌های قلابدار، اکسیور یا الکاریس با هم در یک شخص وجود داشته باشند. از امتیازات دیگر این دارو میتوان موارد زیر را برشمرد: -طیف اثر وسیع. -کارایی بالا. -سهولت مصرف و عدم نیاز به جویده شدن قرصها. -عدم رعایت رژیم غذایی خاص و عدم نیاز به مصرف مسهل. -عدم رنگی کردن مدفوع و البسه زیر. -عدم بروز عوارض جانبی مشخص و قابل توجه. -سینگل دوز بودن دارو و عدم نیاز به تکرار درمان در اکثر موارد.